# Edgard Carone
Edgard Carone (São Paulo, 14 de setembro de 1923 — São Paulo, 31 de janeiro de 2003) foi um professor, historiador, sociólogo e ensaísta brasileiro, notório por suas publicações sobre o período republicano no Brasil e também sobre o movimento operário e socialista brasileiro.
Formado em História pela Faculdade de Filosofia, Ciências e Letras da Universidade de São Paulo (USP) em 1969, Carone publicou doze obras sobre o período republicano brasileiro, as quais compreendem desde a Proclamação da República, em 1889, até o fim do Estado Novo, no ano de 1945.
Foi, primeiramente, professor da Universidade Estadual Paulista (Unesp), campus de Araraquara, e da Fundação Getúlio Vargas  (FGV) e depois da Universidade de São Paulo, na qual se aposentou em 1993 como professor titular de História do Brasil. Era, ainda, membro do Partido Socialista Brasileiro (PSB), ao qual se filiou assim que ingressou como aluno na Universidade de São Paulo, em 1944.
Faleceu no dia 31 de janeiro de 2003, aos 79 anos, em decorrência de complicações circulatórias e respiratórias, deixando um acervo pessoal de centenas de documentos e fotografias, que foi doado ao Museu Republicano de Itu. Entre os itens, constam cópias de jornais de várias ideologias, originais de publicação e anotações de pesquisas, além de 29 entrevistas com militantes e políticos das décadas de 1970 e 1980, como Eulindo Salzano, Sebastião Francisco, João Amazonas, Plínio Melo, Aziz Simão, Luiz Carlos Prestes, José Del Royo, Tito Batini, Antônio Cândido, Elder Sader, Antônio Correa Costa e Armênio Guedes.

## Família e infância

### Primeiros anos
Edgard Carone nasceu em 14 de setembro de 1923, na cidade de São Paulo, capital do estado homônimo, no período conhecido como República Velha. Filho de imigrantes libaneses, seu pai foi Sharkir Jorge Carone, um proprietário de uma loja de camas de ferro situada no térreo de um sobrado, no centro do referido município, que poucos anos depois se consolidaria como metrópole. Foi esse futuro promissor da capital paulistana que influenciou a imigração do patriarca, depois de percorrer o mundo inteiro vendendo tecidos, que ele adquiria na Inglaterra nas liquidações sazonais e revendia no Hemisfério Sul, indo até a Austrália, por meio das embarcações transatlânticas, onde ele aproveitava o longo tempo das viagens para ler e escrever sobre suas ideologias socialistas, chegando a publicar o livro Raciocínio: o Remédio Social, em 1935, fato que mais tarde influenciaria Edgard.
A morte prematura da matriarca, Sarah Hachen, fez os ensinamentos de Sharkir influenciarem ainda mais o pequeno Edgard e também seus quatro irmãos, a saber, Jorge, Mário, Raul e Maxim Tolstói, este último com o nome inspirado nos autores socialistas Maxim Gorki e Leon Tolstoi, os quais o pai lia muito e quis homenagear. Como irmão mais velho, ele também foi uma grande influência para Edgard, tendo apresentando as leituras marxistas ao jovem que, assim como o irmão, decidiu se formar em História na Faculdade de Filosofia, Ciências e Letras, da Universidade de São Paulo. Tal formação estudantil de qualidade já vinha desde a infância, pois Edgard e os irmãos eram alunos no Liceu Nacional Rio Branco, uma das únicas instituições progressitas e laicas da cidade na época. Era um colégio da elite paulistana, mas agregava também jovens de imigrantes da classe alta, embora estes ainda enfrentassem a resistência da referida elite em os acolher na metrópole. Sharkir havia entrado para a classe alta na década de 1940, quando, após fechar a loja de camas de ferro do sobrado em que sua família morava no piso superior, passou a empreender no setor financeiro, com a abertura de uma casa bancária.
Entretanto, a aprendizagem de Edgard Carone se dava até além da escola, pois ele gostava de frequentar as livrarias e os sebos paulistanos desde pequeno, devido ao seu interesse pela história das civilizações e pela literatura social, o que foi a mola propulsora de suas incursões no marxismo.

### Casamento e filhos
Edgard foi casado com Flávia de Barros Carone, também professora da Universidade de São Paulo, mas do curso de Letras. Autora de um grande estudo sobre morfossintaxe, ela sempre ajudava o historiador, revisando a gramática de seus livros e fazendo críticas construtivas sobre eles. Dessa união, vieram dois filhos, André de Barros Carone e Antônio Cândido de Barros Carone, este último com nome inspirado em Antônio Cândido de Mello e Souza, um sociólogo e professor emérito da Universidade de São Paulo, grande amigo de Edgard, que quis homenageá-lo.
"Ele era casado com Flávia, uma mulher extraordinária, uma grande intelectual, autora de um dos maiores estudos sobre morfossintaxe que já li. Ela sempre ajudava o Edgar, revisando e criticando seus livros.”
- Antônio Cândido de Mello e Souza, sociólogo e professor emérito da Universidade de São Paulo, amigo de Edgard Carone, a falar sobre o casamento do colega com a também professora da Universidade de São Paulo, Flávia de Barros Carone, em entrevista concedida ao Jornal da USP.

Logo após o casamento, Carone se mudou com a família para uma fazenda própria no município paulista de Bofete, oeste do estado. Além de residência, usou o latifúndio para produzir e comercializar café. Tal período em que viveu na Fazenda Bela Aliança, como era denominada, foi registrado por ele no livro Memórias da Fazenda Bela Aliança, de 1991.

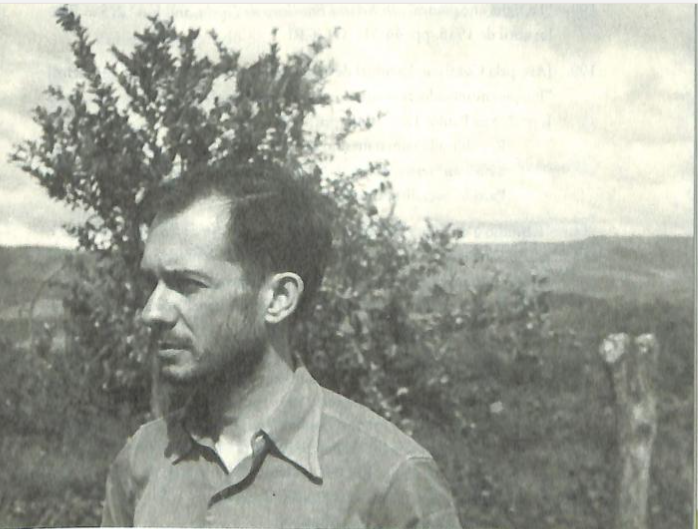
Antônio Cândido de Mello e Souza, socialista amigo do professor Edgard Carone, visitando sua fazenda em Bofete, em janeiro de 1948.

Quando faleceu, em 2003, já estava viúvo de Flávia há mais de dez anos. Com isso, o filho André ficou responsável por continuar as atividades comerciais da família, desde as iniciadas pelo pai de Edgard no início do século XX até as da fazenda.

## Ativismo político
O início da militância de Edgard Carone se deu em 1941, quando seu irmão Maxim Tolstói foi preso por ser comunista, característica proibida pela ditadura do Estado Novo, que vigorava na época. Para salvá-lo, Edgard solicitou auxílio aos militantes socialistas Paulo Emílio Salles Gomes, Antônio Cândido e Azis Simão, os quais tinham uma certa parceria com os comunistas. Na ocasião da entrada da polícia na casa, apenas o quarto de Maxim foi revistado, fato que evitou a apreensão dos livros de literatura comunista, pois estes estavam no quarto de Edgard, que havia pego emprestado do irmão, preso no mesmo dia de seu casamento.
Três anos depois de tal incidente, Carone se filiou ao Partido Socialista, embora recebesse bastante influência comunista do irmão Maxim e dos amigos Astrojildo Pereira e Octávio Brandão. Sua filiação ao partido ocorreu no mesmo ano em que ingressou como aluno no curso de História da Faculdade de Filosofia, Ciências e Letras da Universidade de São Paulo, outra influência que recebera do irmão Maxim, que já havia se formado no mesmo curso.
Entretanto, mesmo sendo socialista, dedicou grande parte de seus trabalhos a escrever sobre o comunismo, como nos livros O PCB (1922-1943), O PCB (1943-1964) e O PCB (1964-1982), os três volumes publicados em 1982.

## De acadêmico a professor
Fachada da Faculdade de Filosofia, Ciências e Letras da Universidade de São Paulo, onde Edgard Carone se formou em História e depois se tornou professor.
Edgard Carone era formado em História pela Faculdade de Filosofia, Ciências e Letras da Universidade de São Paulo. Ele ingressou na faculdade no ano de 1944, mas só colou grau 25 anos depois, em 1969, por ter interrompido o curso em razão de sua reprovação em Tupi, que aconteceu por ele não se interessar por nenhuma matéria que não envolvesse o tema da política.
"Faltou uma matéria que era Tupi. (...) Eu não estudava, não lia essas coisas, lia apenas o que me interessava. Eu andava muito com Aziz Simão, com minha cunhada e os amigos. Ia muito na casa do Paulo Emílio, do Antonio Candido e do Aziz, quer dizer, minha vida intelectual na verdade ficou mias ligada aos amigos e às ideias dos amigos."
— Edgard Carone a falar sobre a desistência temporária do curso de História. 
Mesmo assim, escreveu seu primeiro livro, o Revoluções do Brasil Contemporâneo, piblicado em 1965, antes de retornar à vida acadêmica. A obra é uma análise do período que se inicia com a revolução tenentista de 1922 e termina com advento do Estado Novo, em 1938. Quando voltou formalmente à universidade em 1969 para concluir o curso (pois no meio tempo em que deixou o curso até o retorno continuou frequentando a universidade para participar do grupo intelectual denominado "climatéricos"), publicou seu segundo livro, intitulado A República Velha – Texto e Contexto, uma compilação de documentos sobre a república brasileira até o ano de 1930.
Em 1969, mesmo ano em que obteve colou grau de licenciatura em História, conquistou também o título de doutor, com a defesa da tese União e Estado na Vida Política da Primeira República, publicada em 1971 com o título República Velha II – Evolução Política.
Com o currículo consolidado, Carone começou sua carreira como professor de História em 1970, na Fundação Getúlio Vargas e na Universidade Estadual Paulista Júlio de Mesquita Filho (Unesp), campus de Araraquara. Em 1976, tornou-se docente na Universidade de São Paulo após a aprovação no concurso público e nela ficou até se aposentar, em 1992.

## Morte e legado
Edgard Carone foi diagnosticado com a doença de Parkinson, fato que fez com que passesse os últimos anos de vida mais lendo do que escrevendo. Faleceu no dia 31 de janeiro de 2003. Ele estava internado no Hospital das Clínicas, da Faculdade de Medicina da Universidade de São Paulo, desde outubro do ano anterior, inconsciente e com problemas respiratórios e circulatórios. Foi sepultado no dia seguinte, no Cemitério da Consolação, na cidade de São Paulo. Já estava viúvo de Flávia de Barros Carone há mais de dez anos, sendo que o filho André de Barros Carone ficou responsável por continuar as atividades comerciais da família.
Deixou como legado um acervo pessoal de centenas de documentos e fotografias, que foi doado ao Museu Republicano de Itu. Entre os itens, constam clássicos da literatura nacional e estrangeira sobre marxismo, comunismo e socialismo e também obras raras de filosofia, ciência política e econômica e história da república brasileira. Constam, ainda, cópias de jornais de várias ideologias, originais de publicação e anotações de pesquisas, além de 29 entrevistas com militantes e políticos das décadas de 1970 e 1980, como Eulindo Salzano, Sebastião Francisco, João Amazonas, Plínio Melo, Aziz Simão, Luiz Carlos Prestes, José Del Royo, Tito Batini, Antônio Cândido, Elder Sader, Antônio Correa Costa e Armênio Guedes.
Em 2011, o Museu Republicano de Itu trabalhou na preservação desse acervo, convertendo todas as entrevistas, que estavam em formato cassete, para um suporte mais moderno. Além disso, todos os documentos foram disponibilizados para consulta em áudio e texto.
Em 2003, por ocasião da morte de Edgard, o professor Antônio Cândido afirmou em entrevista ao Jornal da USP que a coleção de livros do colega é talvez o mais rico acervo particular do Brasil sobre os movimentos políticos de esquerda.

## Obras
Lista parcial com obras de Edgard Carone:
- Brasil, Anos de Crise 1930 - 1945. Ed. Ática: São Paulo, 1991.[13]
- Classes Sociais e Movimento Operário. Ed. Ática: São Paulo, 1989.[14]
- O Estado Novo. Ed. Difel: Rio de Janeiro, 1977.[15]
- Evolução Industrial de São Paulo, A 1889-1930. Ed. Senac São Paulo: São Paulo, 2001.[16]
- Internacional Comunista, A; in Entre Passado & Futuro - História Contemporânea - 2.  BARBOSA, Wilson de Nascimento e outros autores. Editora Xamã: São Paulo, 2002.[17]
- Leituras Marxistas e Outros Estudos. Editora Xamã: São Paulo, 2004.[18]
- O Movimento operário no Brasil. Editora Difel: São Paulo, 1979.[19]
- O Marxismo no Brasil: das origens a 1964. Dois Pontos Editora, 1986.[20]
- PCB, V.1 (1922/1943). Editora Bertrand Brasil: São Paulo, 1ª Edição, 1982.[19]
- PCB, V.2 (1943/1964) - VOL. 2 Editora Bertrand Brasil: São Paulo, 1ª Edição.[21]
- PCB, V.3 (1964/1982) - VOL 3. Editora Bertrand Brasil: São Paulo, 1ª Edição.[21]
- O Pensamento industrial no Brasil. Editora Difel: São Paulo, 1977.[22]
- A Quarta República - (1945-1964). Editora Bertrand Brasil: São Paulo,1ª Edição.[23]
- O Tenentismo: acontecimentos, personagens, programas. Ed. Difel, 1975.[24]
- A Terceira República - (1937 - 1945). Editora Bertrand Brasil: São Paulo,1ª Edição, 1976.[25]
- República Liberal - II, A - Evolução Política (1945 - 1964). Coleção Corpo e Alma do Brasil. Ed. Difusão Editorial: São Paulo, 1985.[26]
- República Velha, A. Editora Bertrand Brasil: São Paulo, 1ª Edição.[26]
- República Velha II, A - (Evolução Política). Difusão Européia do Livro: São Paulo, 2ª Edição, 1974.[26]
- República Nova, A - (1930 - 1937). Ed. DIFEL (Brasil): São Paulo, 1982, 3ª ed..[26]
- Revoluções no Brasil contemporâneo (1922 - 1938). Ed. Ática: São Paulo, 1989.[27]
- Segunda República, A - (1930 - 1937). Ed. DIFEL (Brasil): São Paulo, 3ª Edição.[28]
- Socialismo e Anarquismo no Início do Século. Ed. Vozes: São Paulo, 1996.[29]